# 僕は暗闇で迸る命、若さを叫ぶ
僕は暗闇で迸る命、若さを叫ぶ（ぼくはくらやみでほとばしるいのち わかさをさけぶ）は日本のロックバンド、モーモールルギャバンの4枚目のアルバム。ビクターエンタテインメントのレーベル「Getting Better」から2012年3月21日にリリースされた。

## 解説
- プロデュースはヨシオカトシカズ、ジャケットは森俊博が手掛けた。
- 初回限定盤はWジャケット仕様、“卓上モーモールルギャバン”と“直筆サイン入りかもしれない豪華応募抽選券”を封入。
- タワーレコードオリジナル特典として、ライブDVD「美沙子に捧げるラヴソング」付属。
- 今回のテーマは矢島自身が負い目を感じていたロックに真っ向から取組む事であった[1]。

## 収録曲
1. スシェンコ・トロブリスキー (4:12)
2. サノバ・ビッチェ (5:16)
リード・トラック。PVが作製されている。
3. MY SHELLY (3:51)
4. 僕は暗闇で迸る命、若さを叫ぶ (5:53)
5. いつか君に殺されても (4:26)
6. 午前二時 (5:22)
当初は間奏部にゲストを入れようとしていたが、レコーディング時のノリで丸山のベース・ソロになった[2]。
7. J・O・E (4:57)
8. それは悲しい唄のように (3:48)
9. 彼と彼女の日常 (4:39)
オムニバスCD-R『Songs For "Donca3!!"』収録曲の再録音版。
10. 気まぐれのように揺れる世界から (8:15)
モーモールルギャバンで最長の曲、ビートルズの「Hey Jude」のような曲をやろうとして作った[2]。

（作詞・作曲：モーモールルギャバン）

## 参加メンバー
- ゲイリー・ビッチェ (矢島剛) ：ドラム/ヴォーカル (#1, #2, #3, #4, #5, #7, #9, #10) /コーラス
- ユコ＝カティ (尾家祐子) ：キーボード/ヴォーカル (#1, #2, #6, #7, #8, #10) /コーラス/銅鑼 (#3, #7)
- T-マルガリータ (丸山知秀) ：ベース/コーラス

ゲスト
- 松浦〝オノイズ〝達彦：コーラス (#5)